# Hägra
Hägra is een plaats in de gemeente Krokom in het landschap Jämtland en de provincie Jämtlands län in Zweden. De plaats heeft 199 inwoners (2005) en een oppervlakte van 35 hectare. Hägra ligt ongeveer tussen de plaatsen Krokom en Dvärsätt in. De plaats ligt zo goed als aan de rivier de Indalsälven en langs de plaats loopt de Europese weg 14.